# 本間正義 (美術評論家)
本間 正義（ほんま まさよし、1916年12月25日 - 2001年10月10日）は、日本の美術評論家。

## 生涯
新潟県長岡市出身。旧制長岡中学、旧制二高、東京帝国大学文学部美学美術史学科卒業。東京国立近代美術館次長を経て、1975年（昭和50年）大阪国立国際美術館長、1982年（昭和57年）埼玉県立近代美術館長。
サンパウロビエンナーレ、現代日本美術展など、国内外の主要美術展の審査員としても活躍した。専門の近代彫刻のほか、美術館運営や企画、国際展の審査などで活躍。ユニークな展覧会を企画する名物館長として知られた。美術評論家連盟会長。オーボエ奏者で古楽研究者であった本間正史（1947-2016）は子息。

## 著書
- 日本の美術 35 円空と木喰 小学館 1974 (ブック・オブ・ブックス)
- 『私の近代美術論集1・2』美術出版社、1988
- 『円空と橋本平八』至文堂
- 旅ゆけば写伯 随想 光村印刷 1998.3

## 共編著
- 抽象と幻想 今泉篤男共編 東都文化出版 1955 (近代美術叢書)
- 原色日本の美術 28 近代の建築・彫刻・工芸 神代雄一郎,前田泰次共著 小学館 1972
- 日本の名画 49 棟方志功 講談社 1972
- 現代日本の美術 11 鳥海青児・岡鹿之助 / 佐々木静一共著 集英社 1975
- 文化財講座日本の美術 8 彫刻 南北朝-近代 / 田辺三郎助共著 第一法規出版 1977.9
- 日本の名画 25 東山魁夷 中央公論社 1977.6
- 宮本三郎画集 河北倫明,山田智三郎共編 朝日新聞社 1977.4
- 日本の名画 7 棟方志功・浜口陽三・国吉康雄 /乾由明,富山秀男共編著 講談社 1977.8
- カンヴァス日本の名画 25 東山魁夷 / 立原正秋共著 中央公論社 1979.3
- 日本の美術館 2 関東 匠秀夫共編 ぎょうせい 1987.3
- 美しい日本 風景画全集2 関東 ぎょうせい 1988.7
- 平櫛田中回顧談、聞き手、小平市平櫛田中彫刻美術館編 中央公論新社 2022.9